# ويليام فرناندو دا سيلفا
ويليام فرناندو دا سيلفا (بالبرتغالية: Willian Fernando da Silva‏) هو لاعب كرة قدم برازيلي، ولد في 20 نوفمبر 1986 في ساو باولو في البرازيل. لعب مع أتلتيكو غويانيينسي ونادي أمريكا ونادي بالميراس ونادي بوسان أي بارك ونادي جوينفيل ونادي غوياس ونادي فيتوريا.

## وصلات خارجية
- ويليام فرناندو دا سيلفا على موقع الاتحاد الدولي (مؤرشف)  (الإنجليزية)
- ويليام فرناندو دا سيلفا على موقع دوري كوريا الجنوبية (الإنجليزية)
- ويليام فرناندو دا سيلفا على موقع قاعدة بيانات كرة القدم.إي يو (الإنجليزية)
- ويليام فرناندو دا سيلفا على موقع Soccerway.com (الإنجليزية)
- ويليام فرناندو دا سيلفا على موقع AS.com (الإسبانية)